# Список глав государств в 1709 году
| 1708 ← Список глав государств по годам → 1710 |

## Азия
- Афганистан (династия Хотаки) — Мир Вайс, эмир (1709—1715)
- Бруней — Насруддин, султан (1690—1710)
- Бутан — Друк Рабчжэ, друк дези (1707—1719)
- Великих Моголов империя — Бахадур Шах I (Мухаммад Муаззам), падишах (1707—1712)
- Грузинское царство — 
  -  Гурийское княжество — Мамия III Гуриели, князь (1689—1711, 1712—1714)
  -  Имеретинское царство — Георгий VII, царь (1707—1711, 1712—1713, 1714—1716, 1719—1720)
  -  Кахетинское царство — 
    - Ираклий I, царь (1675—1676, 1703—1709)
    - Давид II (Имам Кули-хан), царь (1709—1722)

  -  Картлийское царство — 
    - Георгий XI, царь (1676—1688, 1692—1695, 1703—1709)
    - Леван, царь (1709)
    - Кайхосро, царь (1709—1711)

  -  Мегрельское княжество — Кация I Дадиани, князь (1704—1710)
- Дайвьет — Ле Зу-тонг, император (1705—1729)
- Джунгарское ханство  — Цэван Рабдан, хан (1697—1727)
- Индия —
  - Амбер (Джайпур) — Джай Сингх II, Махараджа савай (1699—1743)
  - Араккал[англ.] — Кунхи Амса I, али раджа[англ.] (1704—1720)
  - Ахом — Сукрунгфаа, махараджа[англ.] (1696—1714)
  - Бансвара — Бхим Сингх, раджа (1706—1713)
  - Барвани — Мохан Сингх I, рана (1708—1730)
  - Башахра[англ.] — Удай Сингх, рана (1708—1725)
  - Биканер — Суджан Сингх, махараджа[англ.] (1700—1735)
  - Биласпур (Калур) — Аймер Чанд, раджа (1692—1728)
  - Бунди — Будх Сингх, раджа (1696—1735)
  - Бхавнагар — Бхавсинхжи I Ратанджи, такур сахиб (1703—1764)
  - Бхопал — Дост Мохаммад, наваб (1707—1728)
  - Ванканер — Раи Чандрасингхжи I Раисинхжи, раджа (1679—1721)
  - Гондал — Саграмжи I Кумбходжи, тхакур сахиб (1679—1714)
  - Гулер[англ.] — Далип Сингх, раджа[англ.] (1695—1730)
  - Даспалла[англ.] — Падманав Део Бханж, раджа[англ.] (1701—1753)
  - Датия — Рамчандра Сингх, раджа (1706—1733)
  - Джайнтия[англ.] — Джай Нарайян, раджа[англ.] (1708—1731)
  - Джанжира — Сурур Якут Хан II, вазир (1707—1732)
  - Джайсалмер — Бадх Сингх, махараджа (1708—1722)
  - Джалавад (Дрангадхра) — Джанвантсинхжи Гажсинхжи, сахиб (1672—1717)
  - Дженкантал[англ.] — Кунжа Бехари, раджа[кат.] (1708—1728)
  - Джхабуа — Кушал Сингх, раджа (1677—1723)
  - Джунагадх — Джаафаркханжи Баби, наваб (1690—1725)
  - Дхолпур — Гаж Сингх, рана (1699—1713)
  - Дунгарпур — Рам Сингх, махараджа (1702—1730)
  - Караули — Канвар Пал, махараджа (1688—1734)
  - Кач — Прагмалжи I, раджа (1698—1715)
  - Келади[англ.] — Басаваппа Найяка, раджа[англ.] (1697—1714)
  - Кишангарх — Раж Сингх, махараджа (1706—1748)
  - Кодагу (Коорг)[англ.] — Додда Вираппа, раджа[англ.] (1687—1736)
  - Кота — междуцарствие (1707—1713)
  - Кочин — Рама Варма V, махараджа (1701—1721)
  - Куч-Бихар — Рап Нарайян, раджа (1693—1714)
  - Ладакх — Ниима Намгьял, раджа[англ.] (1694—1729)
  - Лунавада[англ.] — Бир Сингх, рана[англ.] (1674—1711)
  - Мадурай — Виджайя Ранга Чокканатха Найяка, раджа (1704—1731)
  - Майсур — Кантирава Нарасараджа II, махараджа (1704—1714)
  - Малеркотла — Шер Мухаммад Хан Бахадур, наваб (1672—1712)
  - Манди — Сидхи Сен, раджа (1684—1727)
  - Манипур — 
    - Питамбар Чараиронгба, раджа[англ.] (1697—1709)
    - Памхейба, раджа[англ.] (1709—1754)

  - Маратхская империя — Шахуджи I, чхатрапати (император) (1707—1749)
  - Марвар (Джодхпур) — Аджит Сингх, раджа (1679—1724)
  - Мевар (Удайпур) — Амар Сингх II, махарана (1698—1710)
  - Морви — Каньоджи Раваджи, сахиб (1698—1733)
  - Мудхол — Сардар Ахаяджи, раджа (1700—1734)
  - Наванагар — Раисинхжи Лакхаджи, джам (1708—1718)
  - Нарсингхгарх — Моти Сингжи, раджа (1695—1751)
  - Орчха — Удват Сингх, раджа (1689—1735)
  - Паланпур — Фируз Хан II, диван (1708—1719)
  - Порбандар — 
    - Бханжи Сартанжи, рана (1699—1709)
    - Химоджи III, рана (1709—1728)

  - Пратабгарх — Притхви Сингх, махарават (1708—1718)
  - Пудуккоттай — Рагхунатха Райя Тондемен, раджа (1686—1730)
  - Раджгарх — Мохан Сингх, рават (1661—1714)
  - Раджпипла — Мота Верисалжи I, махарана (1705—1715)
  - Ратлам — Кесри Сингх, махараджа (1706—1716)
  - Рева — Авадхут Сингх, раджа (1700—1755)
  - Савантвади — 
    - Кхем Савант Бхонсле II, раджа (1675—1709)
    - Пхонд Савант Бхонсле II, раджа (1709—1738)

  - Самбалпур[англ.] — Чатрасал, раджа[англ.] (1690—1725)
  - Сирмур — Хари Пракаш, махараджа (1704—1712)
  - Сирохи — Ман Сингх III, раджа (1705—1749)
  - Ситамау — Кешо Дас, раджа (1701—1748)
  - Сонепур — 
    - Радж Сингх Део, раджа (1673—1709)
    - Ачал Сингх Део, раджа (1709—1725)

  - Сукет — Джит Сен, раджа (1663—1721)
  - Танджавур — Шахуджи I, раджа (1684—1712)
  - Хилчипур[англ.] — Ануп Сингх, деван[англ.] (1679—1715)
  - Хиндол[англ.] — Бхагабат Сингх Нарендра, раджа[англ.] (1701—1733)
  - Чамба — Удаи Сингх, раджа (1690—1720)
  - Читрадурга[англ.] — Бхарамаппа Найяка, найяк[англ.] (1689—1721)
  - Читрал — Шах Мухаммад Шафи, мехтар (1696—1717)
  - Шахпура — Бхарат Сингх, раджа (1685—1729)
- Индонезия —
  - Аче — Джамаль уль-Алам Бадр уль-Мунир, султан (1703—1726)
  - Бантам — Абу аль-Махасин Мухаммад Зайнул, султан[англ.] (1690—1733)
  - Бачан — Муса Маликуддин, султан[англ.] (1706—1715)
  - Дели — Падерап, туанку (1698—1728)
  - Матарам — Пакубувоно I, султан (1704—1719)
  - Сулу — Шахаб уд-Дин, султан[англ.] (1685—1710)
  - Тернате — Саид Фатуллах, султан (1689—1714)
  - Тидоре — Хасануддин, султан[англ.] (1708—1728)
- Иран (Сефевиды) — Солтан Хусейн, шахиншах (1694—1722)
- Йемен — 
  - Вахиди — Хасан бин Хади, султан (1706—1766)
  - Катири — Абдалла ибн Бадр аль-Катир, султан (1707—1725)
  - Нижняя Яфа — Кахтан ибн Афиф, султан (ок. 1700 — ок.1720)
  - Фадли — Ахмад I бин Фадл, султан (ок. 1700 — ок. 1730)
- Казахское ханство — Тауке, хан (1680—1715)
- Камбоджа — Томмо Ричеа III, король[англ.] (1702—1705, 1707—1714, 1736—1747)
- Канди — Вира Нарендра Синха, царь[англ.] (1707—1739)
- Китай (Империя Цин) — Канси (Сюанье), император[англ.] (1661—1722)
- Лаос — 
  - Вьентьян — Сетхатхиратх II, король (1707—1730)
  - Луангпхабанг — Китсарат, король (1707—1713)
- Малайзия — 
  - Джохор — Абдул Джалил Шах IV, Султан[англ.] (1699—1718)
  - Кедах — Ахмад Таджуддин Халим Шах I, султан[англ.] (1706—1710)
  - Келантан — Омар ибн аль-Мархум, раджа[англ.] (1676—1721)
  - Паттани — Деви, раджа (1707—1716)
  - Перак — Махмуд Искандар Шах, султан (1653—1720)
- Мальдивы — Мухаммад Имадуддин II, султан (1704—1720)
- Мьянма — 
  - Ванмо[англ.] — Тун Хпа, саофа[англ.] (1706—1719)
  - Йонгве[англ.] — Хкам Ленг, Саофа[англ.] (1695—1733)
  - Локсок (Ятсок)[англ.] — Шве Гио, саофа[англ.] (1707—1729)
  - Могаун[англ.] — Суи Киек, саофа[англ.]  (1673—1729)
  - Сенви[англ.] — Хсо Хунг Хпа, саофа[англ.] (1686—1721)
  - Аракан (Мьяу-У) — Санда Тюрия II, царь[англ.] (1707—1710)
  - Таунгу — Сене Мин, царь[англ.]  (1698—1714)
- Непал (династия Малла) —
  - Бхактапур — Бхупатиндра Малла, раджа[англ.] (1696—1722)
  - Катманду (Кантипур) — Бхаскара Малла, раджа[англ.] (1700—1714)
  - Лалитпур — 
    - Индра Малла, раджа[англ.] (1706—1709)
    - Вира Нарасимха Малла, раджа[англ.] (1709)
    - Вира Махиндра Малла, раджа[англ.] (1709—1715)
- Оман — Сайф I ибн Султан, имам (1679—1711)
- Османская империя — Ахмед III, султан (1703—1730)
- Пакистан — 
  - Калат — Самандар, хан (1697—1714)
  - Синд (династия Калхара) — Яр Мухаммад Калхоро, худа хан[англ.] (1701—1719)
- Рюкю — Сё Тэй, ван (1669—1709)
- Сикким — Чакдор Намгьял, чогьял (1700—1717)
- Таиланд — 
  - Аютия — 
    - Сурийентратхибоди (Санпхет VIII), король (1703—1709)
    - Тхаи Са (Санпхет IX), король (1709—1732/1733)

  - Ланнатай — Манг Раенра, король[англ.] (1707—1727)
- Тибет — 
  - Хошутское ханство — Лхавзан, хан (1697/1703—1717)
- Узбекистан — 
  - Бухарское ханство — Убайдулла II, хан (1702—1711)
  - Кокандское ханство — Шахрух, хан (1709—1721)
  - Хивинское ханство (Хорезм) — Едигар, хан (1704—1714)
- Филиппины — 
  - Магинданао — Байан ал-Анвар, султан (1702—1736)
- Чосон  — Сукчон, ван (1674—1720)
- Япония — 
  - Хигасияма (Асахито), император (1687—1709)
  - Накамикадо (Ёсихито), император (1709—1735)
  - Токугава Цунаёси, сёгун (1680—1709)
  - Токугава Иэнобу, сёгун (1709—1712)

## Америка
- Новая Испания — Франсиско V Фернандес де ла Куэва, вице-король (1702—1710)
- Перу — Мануэль де Омс, вице-король (1707—1710)

## Африка
- Ашанти — Отумфуо Нана Осей Туту I, ашантихене (1701—1717)
- Багирми — Бар, султан (1707—1722)
- Бамбара (империя Сегу) — Сума, битон (1697—1712)
- Бамум — Куту, мфон (султан)[англ.] (1672—1757)
- Бени-Аббас[англ.] — Бузид Мокрани, султан[фр.] (1680—1735)
- Бенинское царство — Эвуакпе, оба[англ.] (1701—1712)
- Борну — Дунама VII, маи[нем.] (1696—1715)
- Буганда — Тебандеке, кабака (ок. 1704 — ок. 1724)
- Бурунди — 
  - Нтаре III, мвами (король) (1680—1709)
  - Мвези III, мвами (король) (1709—1739)
- Ваало[англ.] — Нжак Арам Бакар Тидиек, король (1708—1733)
- Варсангали[англ.] — Мохамед, султан[кат.] (1705—1750)
- Вогодого — Зомбере, нааба (ок. 1690 — ок. 1710)
- Гаро (Боша) — Лелисо, тато[англ.] (ок. 1690 — ок. 1720)
- Дагомея — Акаба, ахосу (1685 — 1716)
- Дарфур — Ахмад Бакр ибн Муса, султан (1682—1722)
- Денкира[англ.] — Киеи Акобенг, денкирахене[англ.] (1702—1712)
- Джолоф — Бакар Пенда, буур-ба[англ.] (1670—1711)
- Имерина — Андриамасинавалона, король[англ.] (1675—1710)
- Кайор — Лат Сукабе, дамель (1697—1719)
- Кано[англ.] — Мухаммад Шариф, султан[англ.] (1703—1731)
- Каффа — Галли Гинотшо, царь (ок. 1675 — ок. 1710)
- Койя — Наимбанна I, обаи (1680—1720)
- Конго — Педро IV, маниконго[англ.] (1695—1718)
- Лунда — Мбала I Яав, муата ямво (ок. 1690— ок. 1720)
- Марокко — Мулай Исмаил ибн Шериф, султан (1672—1727)
- Массина — Гидадо, ардо (1706—1761)
- Матамба и Ндонго[англ.] — Вероника I, королева[англ.] (1681—1721)
- Мутапа — Ньениедзи Зенда, мвенемутапа[англ.] (1707—1711)
- Нри[англ.] — Эзимило, эзе[англ.] (1701—1723)
- Руанда — Кигели III Ндабараса, мвами (1708—1741)
- Салум — Сенгане Кеве Ндие, маад (1696—1726)
- Свазиленд (Эватини) — Лудвонга, вождь (1685—1715)
- Сеннар — Бади III, мек (1692—1716)
- Твифо-Хеман (Акваму)[англ.] — Аконно Паньин, аквамухене (1702—1725)
- Трарза — Али Шандора ульд Адди, эмир (1703—1727)
- Тунис — Хусейн I ибн Али, бей (1705—1735)
- Харар[англ.] — Талха ибн Абдулла, эмир[англ.] (1700—1721)
- Эфиопия — Теуофлос (Валда Амбаса), император (1708—1711)

## Европа
- Андорра —
  - Людовик XIV, король Франции, князь-соправитель (1643—1715)
  - Хулиа Кано Тебар, епископ Урхельский, князь-соправитель (1695—1714)
- Валахия — Константин Брынковяну, господарь (1688—1714)
- Великобритания и Ирландия — Анна, королева (1707—1714)
- Венгрия — Иосиф I, король (1705—1711)
- Дания — Фредерик IV, король (1699—1730)
- Испания — Филипп V, король (1700—1724, 1724—1746)
- Италия —
  - Венецианская республика — 
    - Альвизе II Мочениго, дож (1700—1709)
    - Джованни II Корнер, дож (1709—1722)

  - Гвасталла — Винченцо Гонзага, герцог[англ.] (1692—1714)
  - Генуэзская республика — 
    - Доменико Мария де Мари, дож (1707—1709)
    - Винченцо Дураццо, дож (1709—1711)

  - Масса и Каррара — Карло II, князь (1690—1710)
  - Модена и Реджо — Ринальдо д’Эсте, герцог (1694—1737)
  - Пармское герцогство — Франческо Фарнезе, герцог (1694—1727)
  - Пьомбино — Ипполита Людовизи, княгиня (1701—1733)
  - Тосканское герцогство — Козимо III, великий герцог (1670—1723)
- Калмыцкое ханство — Аюка, хан (1690—1724)
- Крымское ханство — Девлет II Герай, хан (1699—1702, 1709—1713)
- Молдавское княжество — Михай Раковицэ, господарь (1703—1705, 1707—1709, 1716—1726)
- Монако — Антуан I, князь (1701—1731)
- Нидерланды (Республика Соединённых провинций) — 
  - Второй период без штатгальтера[англ.] (1702—1747)
  - Антоний Хейнсиус, великий пенсионарий[англ.] (1689—1720)
- Норвегия — Фредерик IV, король (1699—1730)
- Папская область — Климент XI, папа (1700—1721)
- Португалия — Жуан V Великодушный, король (1706—1750)
- Речь Посполитая — 
  - Станислав Лещинский, король Польши и великий князь Литовский (1704—1709, 1733—1734)
  - Август Сильный, король Польши и великий князь Литовский (1697—1704, 1709—1733)
  - Курляндия и Семигалия — Фридрих Вильгельм, герцог (1698—1711)
- Русское царство — Пётр I, царь (1682—1721)
- Священная Римская империя — Иосиф I, император (1705—1711)
  - Австрия — Иосиф I, эрцгерцог (1705—1711)
  - Ангальт —
    - Ангальт-Бернбург — Виктор I Амадей, князь (1656—1718)
    - Ангальт-Дессау — Леопольд I, князь (1693—1747)
    - Ангальт-Дорнбург — 
      - Иоганн Людвиг II, князь (1704—1746)
      - Иоганн Август, князь (1704—1709)
      - Кристиан Август, князь (1704—1747)
      - Кристиан Людвиг, князь (1704—1710)
      - Иоганн Фридрих, князь (1704—1742)

    - Ангальт-Кётен — Леопольд, князь (1704—1728)
    - Ангальт-Цербст — Карл Вильгельм, князькнязь (1667—1718)
    - Ангальт-Харцгероде[англ.] — 
      - Вильгельм Людвиг, князь[англ.] (1670—1709)
      - в 1709 году объединено с Анцальт-Бернбургом

  - Ансбах — Вильгельм Фридрих, маркграф (1703—1723)
  - Бавария — Максимилиан II, курфюрст (1679—1726)
  - Баден —
    - Баден-Баден — Людвиг Георг, маркграф (1707—1761)
    - Баден-Дурлах — 
      - Фридрих VII, маркграф (1677—1709)
      - Карл III Вильгельм, маркграф (1709—1738)

  - Байрет (Кульмбах) — Кристиан Эрнст, маркграф (1655—1712)
  - Брауншвейг —
    - Брауншвейг-Вольфенбюттель — Антон Ульрих, герцог (1685—1714)
      - Брауншвейг-Вольфенбюттель-Беверн — Фердинанд Альбрехт II, герцог (1687—1735)

  - Вальдек-Пирмонт — Фридрих Антон, граф (1706—1712)
  - Восточная Фризия — Георг Альбрехт, князь (1708—1734)
  - Вюртемберг — Эберхард Людвиг, герцог (1677—1733)
  - Вюртемберг-Виннеталь — Карл Александр, герцог (1698—1733)
  - Ганау — 
    - Ганау-Лихтенберг — Иоганн Рейнхард III, граф (1680—1712)
    - Ганау-Мюнценберг — Филипп Рейнхард, граф (1680—1712)

  - Ганноверское курфюршество (Брауншвейг-Люнебург) — Георг Людвиг, курфюрст (1698—1727)
  - Гессен —
    - Гессен-Гомбург — Фридрих III, ландграф (1708—1746)
    - Гессен-Дармштадт — Эрнст Людвиг, ландграф (1678—1739)
    - Гессен-Кассель — Карл, ландграф (1670—1730)
    - Гессен-Ротенбург — Вильгельм, ландграф (1693—1725)
    - Гессен-Филипсталь — Филипп, ландграф (1663—1721)

  - Гогенцоллерн-Гехинген — Фридрих Вильгельм, князь (1671—1730)
  - Гогенцоллерн-Зигмаринген — Майнрад II, князь (1689—1715)
  - Гогенцоллерн-Хайгерлох — Фердинанд Антон Леопольд, граф (1702—1750)
  - Гольштейн-Готторп — Карл Фридрих, герцог (1702—1739)
  - Кёльнское курфюршество — Иосиф Клеменс Баварский, курфюрст (1688—1723)
  - Лихтенштейн — Ханс Адам I, князь (1684—1712)
  - Лотарингия — Леопольд I, герцог (1697—1729)
  - Майнцское курфюршество — Лотар Франц фон Шёнборн, курфюрст (1695—1729)
  - Мекленбург — 
    - Мекленбург-Стрелиц — Адольф Фридрих III, герцог (1708—1752)
    - Мекленбург-Шверин — Фридрих Вильгельм I, герцог (1692—1713)

  - Монбельяр — Леопольд Эберхард, герцог (1699—1723)
  - Нассау —
    - Нассау-Вейльбург — Иоганн Эрнст, князь (1688—1719)
    - Нассау-Висбаден-Идштейн[нем.] — Георг Август, князь (1688—1721)
    - Нассау-Дилленбург[англ.] — Вильгельм II, князь (1701—1724)
    - Нассау-Зиген — Фридрих Вильгельм Адольф, князь (1707—1722)
    - Нассау-Отвейлер[нем.] — Фридрих Людвиг, граф[нем.] (1690—1728)
    - Нассау-Саарбрюккен — Людвиг Крато, граф (1677—1713)
    - Нассау-Узинген — Вильгельм Генрих, князь (1702—1718)
    - Нассау-Хадамар[нем.] — Франц Александр, князь (1679—1711)
    - Оранж-Нассау[англ.] — Иоганн Вильгельм Фризо, князь[англ.] (1702—1711)

  - Пруссия — Фридрих I, король, курфюрст Бранденбургский (1701—1713)
  - Пфальц — Иоганн Вильгельм, курфюрст (1690—1716)
    - Пфальц-Биркенфельд[англ.] — Кристиан II, пфальцграф[англ.] (1671—1717)
    - Пфальц-Биркенфельд-Гельнхаузен[англ.] — Фридрих Бернард, пфальцграф[англ.] (1704—1739)
    - Пфальц-Зульцбах — Теодор Эсташ, пфальцграф (1708—1732)
    - Пфальц-Клебург — Густав, пфальцграф (1701—1731)
    - Пфальц-Цвейбрюккен — Карл II (король Швеции Карл XII), пфальцграф (1697—1718)

  - Савойя — Виктор Амадей II, герцог (1675—1720)
  - Саксония — Фридрих Август I (Август Сильный), курфюрст (1694—1733)
    - Саксен-Веймар — 
      - Вильгельм Эрнст, герцог (1683—1728)
      - Эрнст Август I, герцог (1707—1748)

    - Саксен-Вейсенфельс — Иоганн Георг, герцог (1697—1712)
      - Саксен-Вейсенфельс-Барби — Генрих, герцог (1680—1728)

    - Саксен-Гильдбурггаузен — Эрнст, герцог (1680—1715)
    - Саксен-Гота-Альтенбург — Фридрих II, герцог (1691—1732)
    - Саксен-Кобург-Заальфельд — Иоганн Эрнст, герцог (1699—1729)
    - Саксен-Мейнинген — 
      - Эрнст Людвиг I, герцог (1706—1724)
      - Фридрих Вильгельм, герцог (1706—1746)
      - Антон Ульрих, герцог (1706—1763)

    - Саксен-Мерзебург — Мориц Вильгельм, герцог (1694—1731)
    - Саксен-Рёмгильд — Генрих, герцог (1680—1710)
    - Саксен-Цейц — Мориц Вильгельм, герцог (1681—1718)
    - Саксен-Эйзенах — Иоганн Вильгельм, герцог (1698—1729)

  - Трирское курфюршество — Иоганн Гуго фон Орсбек, курфюрст (1676—1711)
  - Чехия — Иосиф I, король (1705—1711)
    - Силезские княжества —
      - Берутувское княжество (герцогство Бернштадт) — Карл, князь (1697—1745)
      - Олесницкое княжество (герцогство Эльс) — 
        - Карл Фридрих II, князь (1704—1744)
        - Христиан Ульрих II, князь (в Вильгельминенорте) (1704—1734)

  - Шаумбург-Липпе — Фридрих Кристиан, граф (1681—1728)
  - Шварцбург-Зондерсгаузен — Кристиан Вильгельм, граф (1697—1721)
  - Шварцбург-Рудольштадт — Альбрехт Антон, граф (1646—1710)
- Франция — Людовик XIV, король (1643—1715)
- Швеция — Карл XII, король (1697—1718)

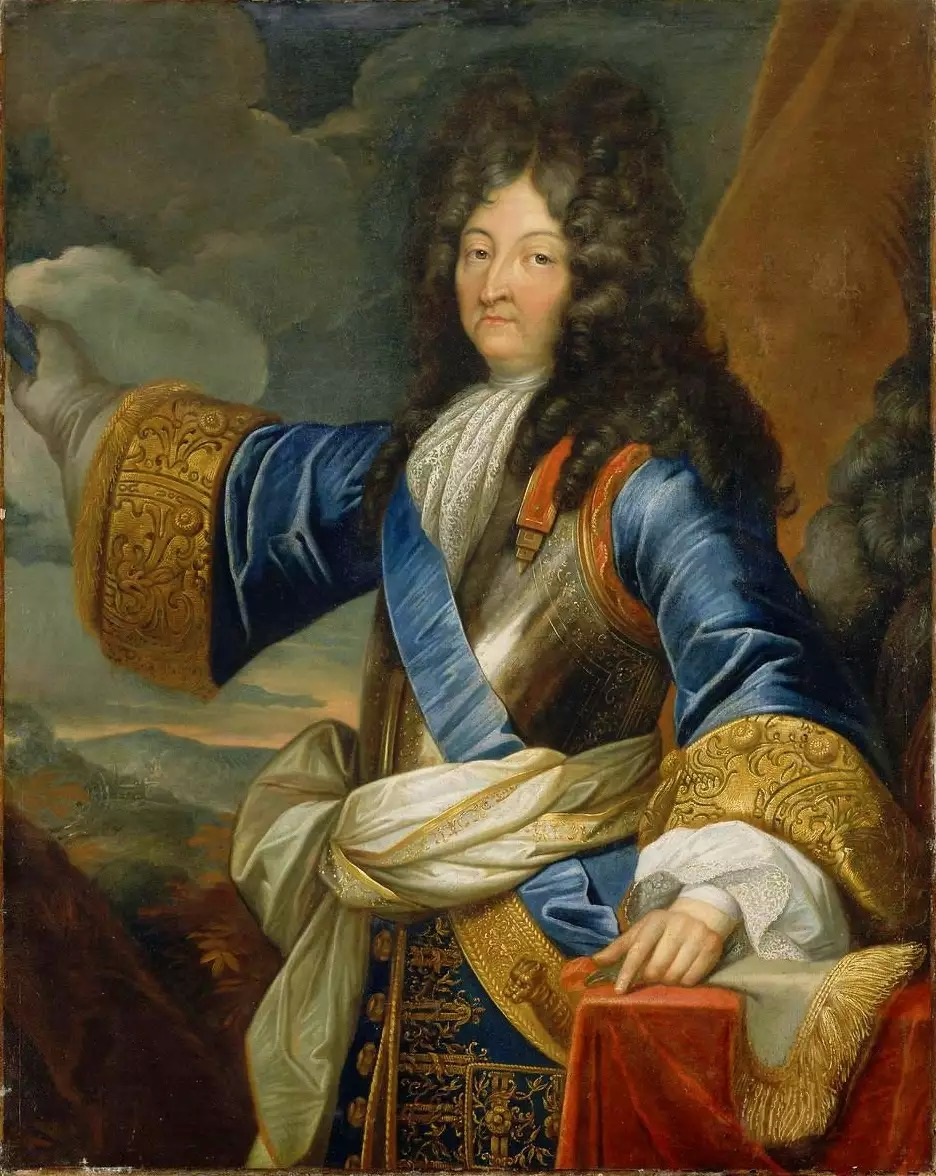
Людовик XIV 1643-1715 Король Франции и Наварры
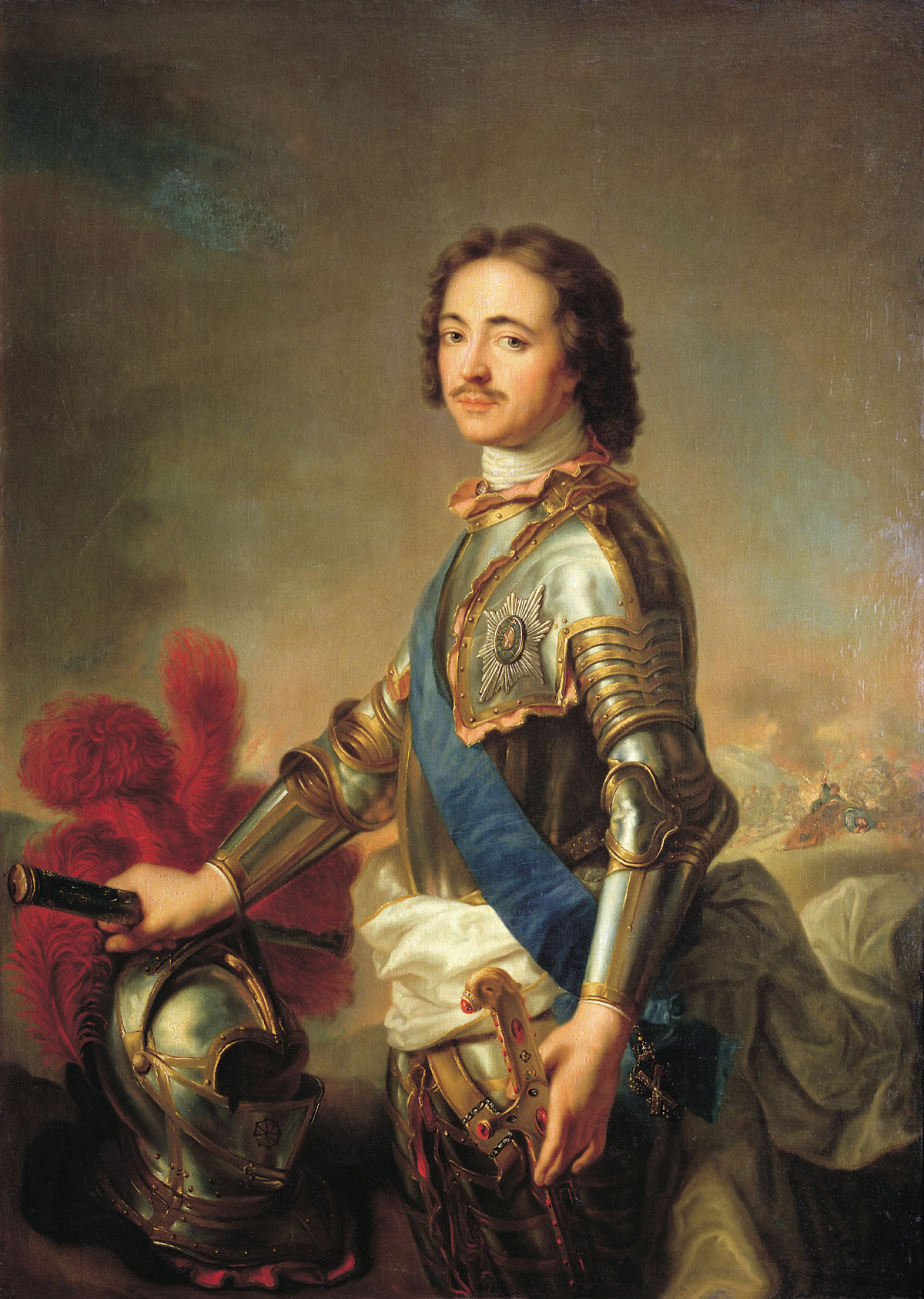
Петр I Алексеевич 1682-1721 Царь всея Руси
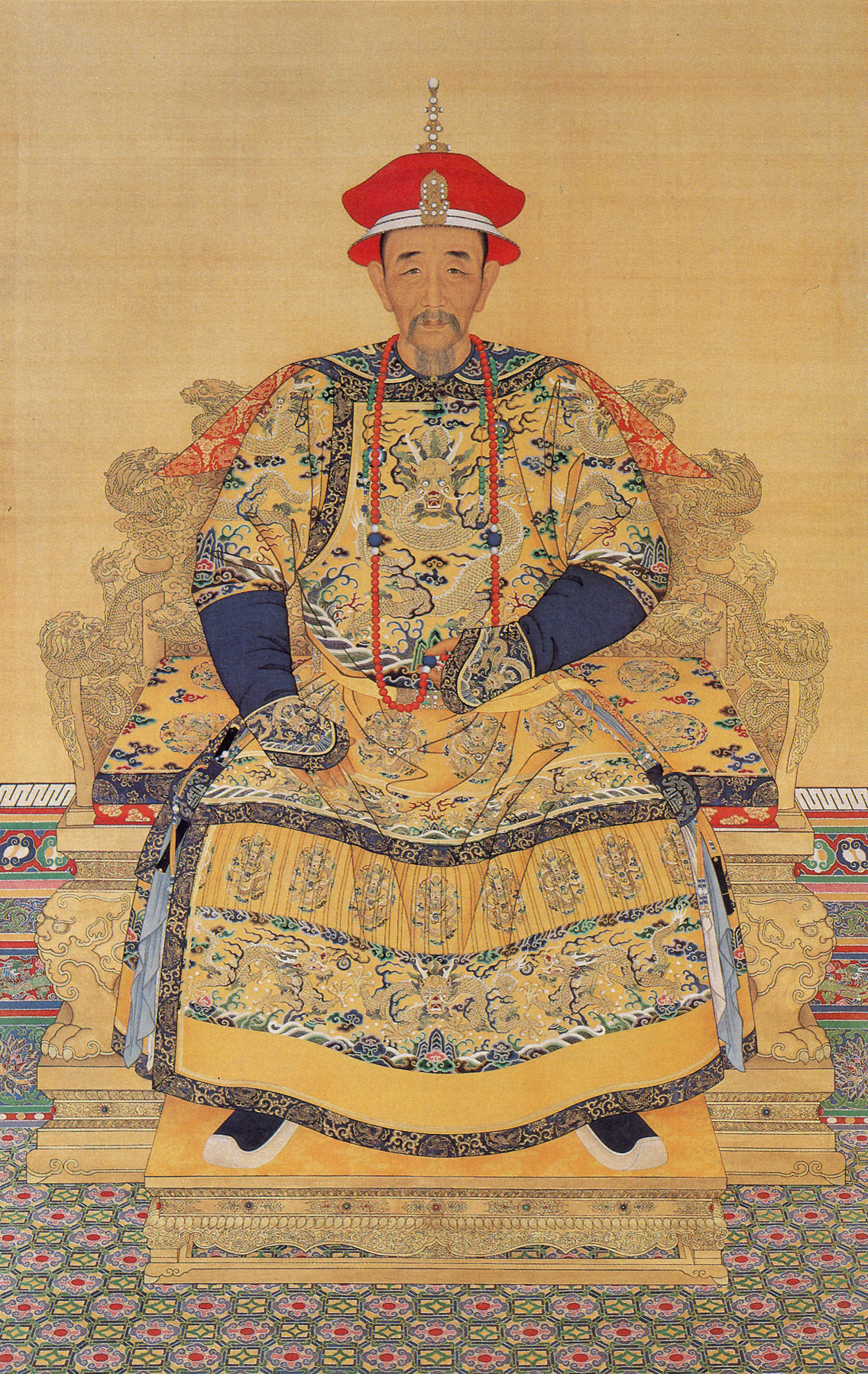
Канси 1661-1722 Император Китая (Цин)
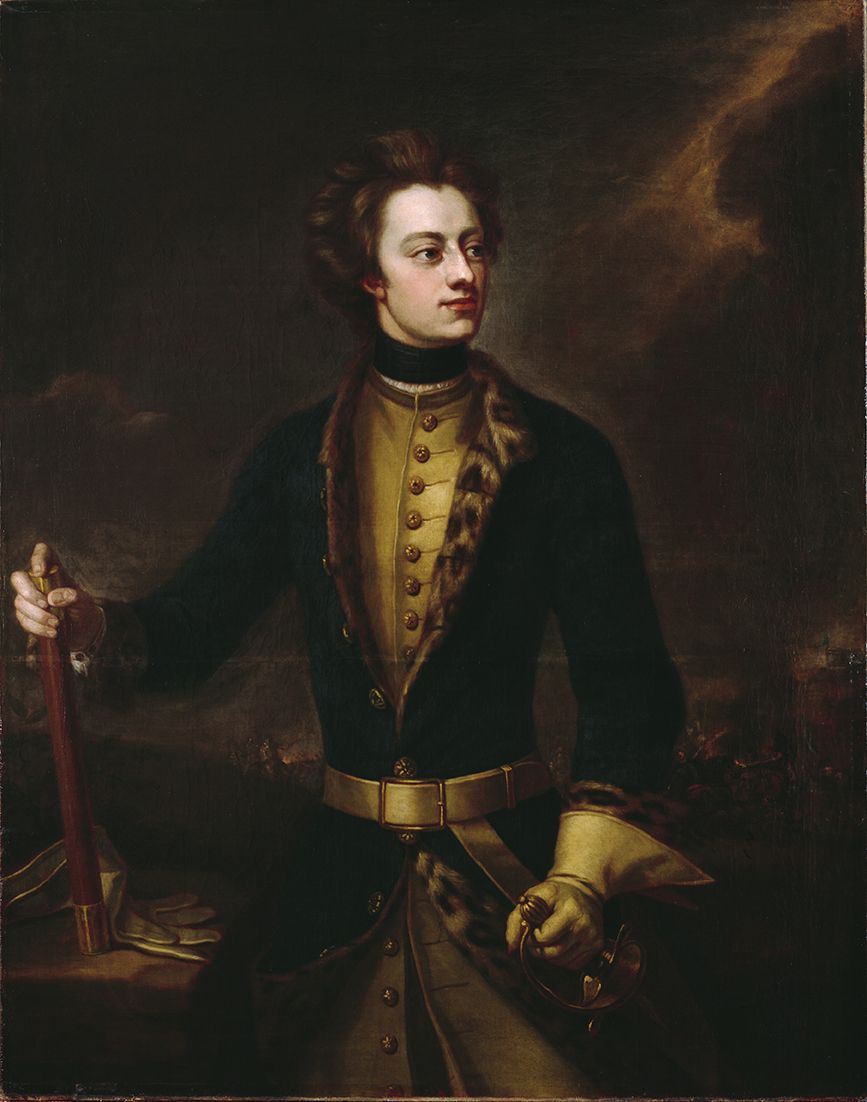
Карл XII 1697-1718 Король Швеции
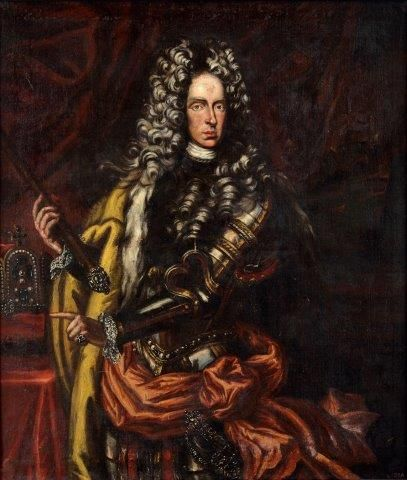
Иосиф I 1705-1711 Император Священной Римской империи, король Венгрии и Чехии
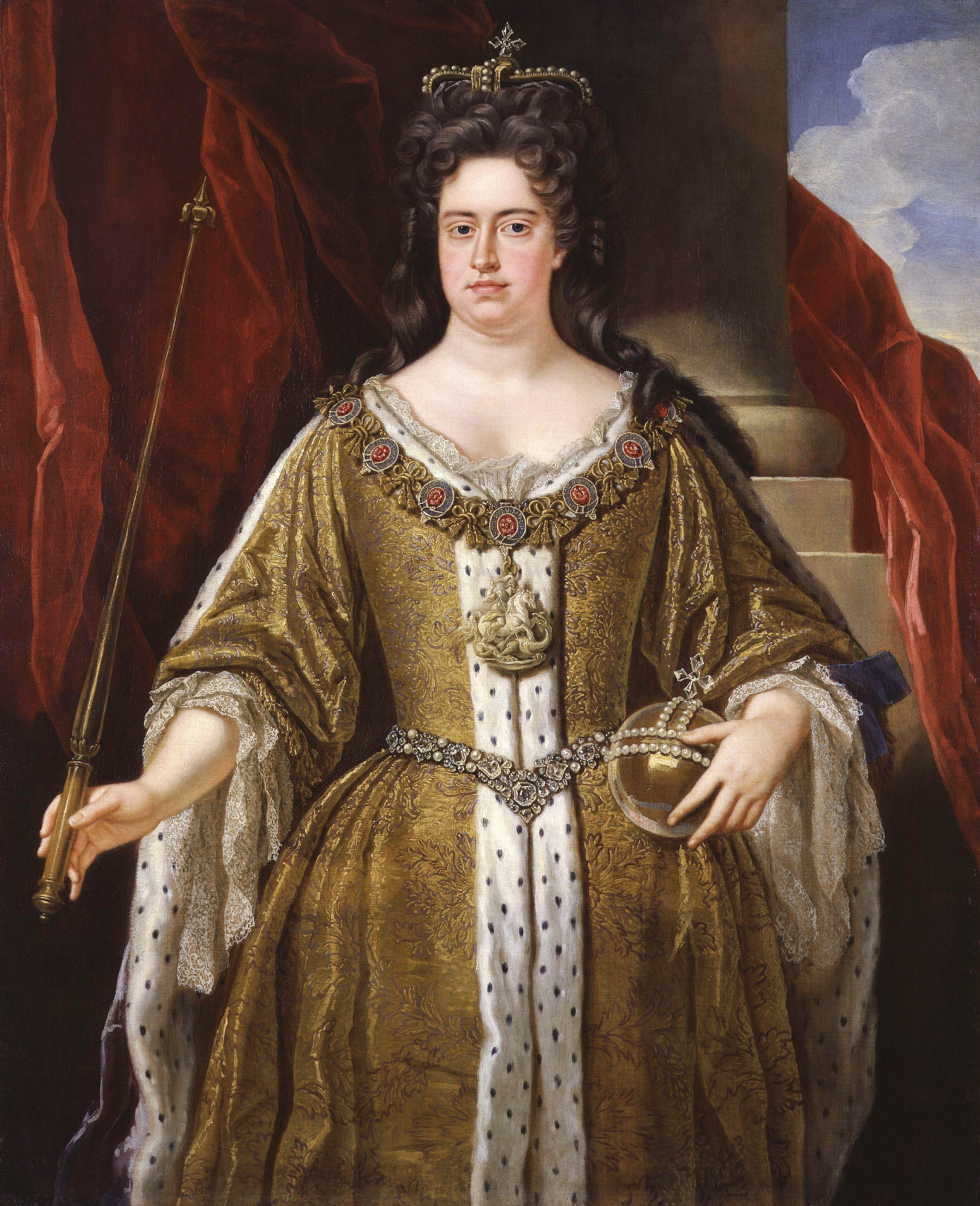
Анна 1707-1714 Королева Великобритании и Ирландии
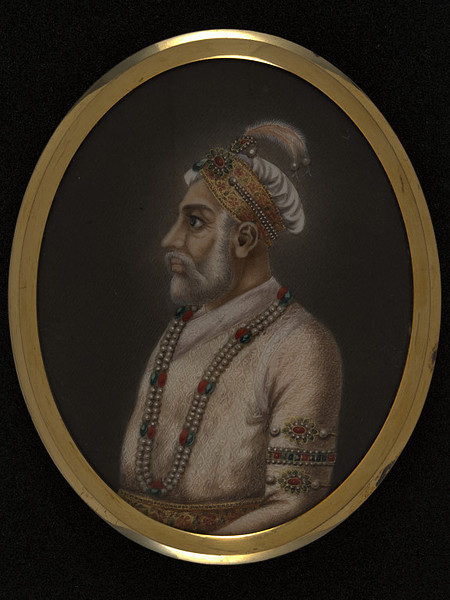
Бахадур Шах I 1707-1712 Падишах империи Великих Моголов
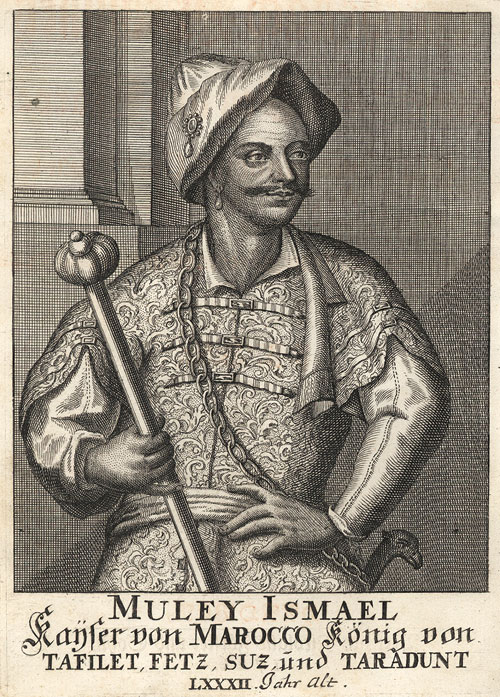
Мулай Исмаил ибн Шериф 1672-1727 Султан Марокко
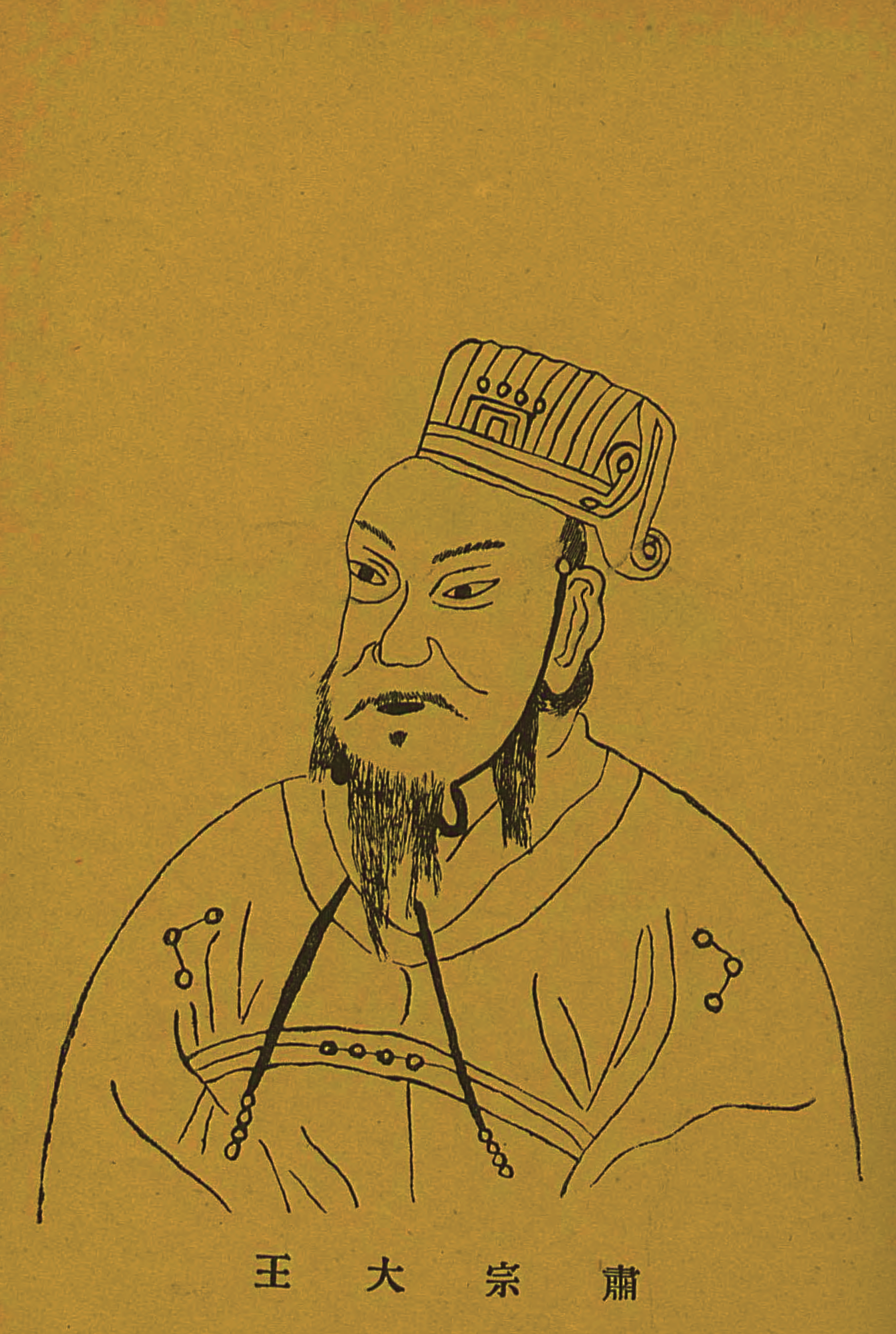
Сукчон 1674-1720 Ван Чосона
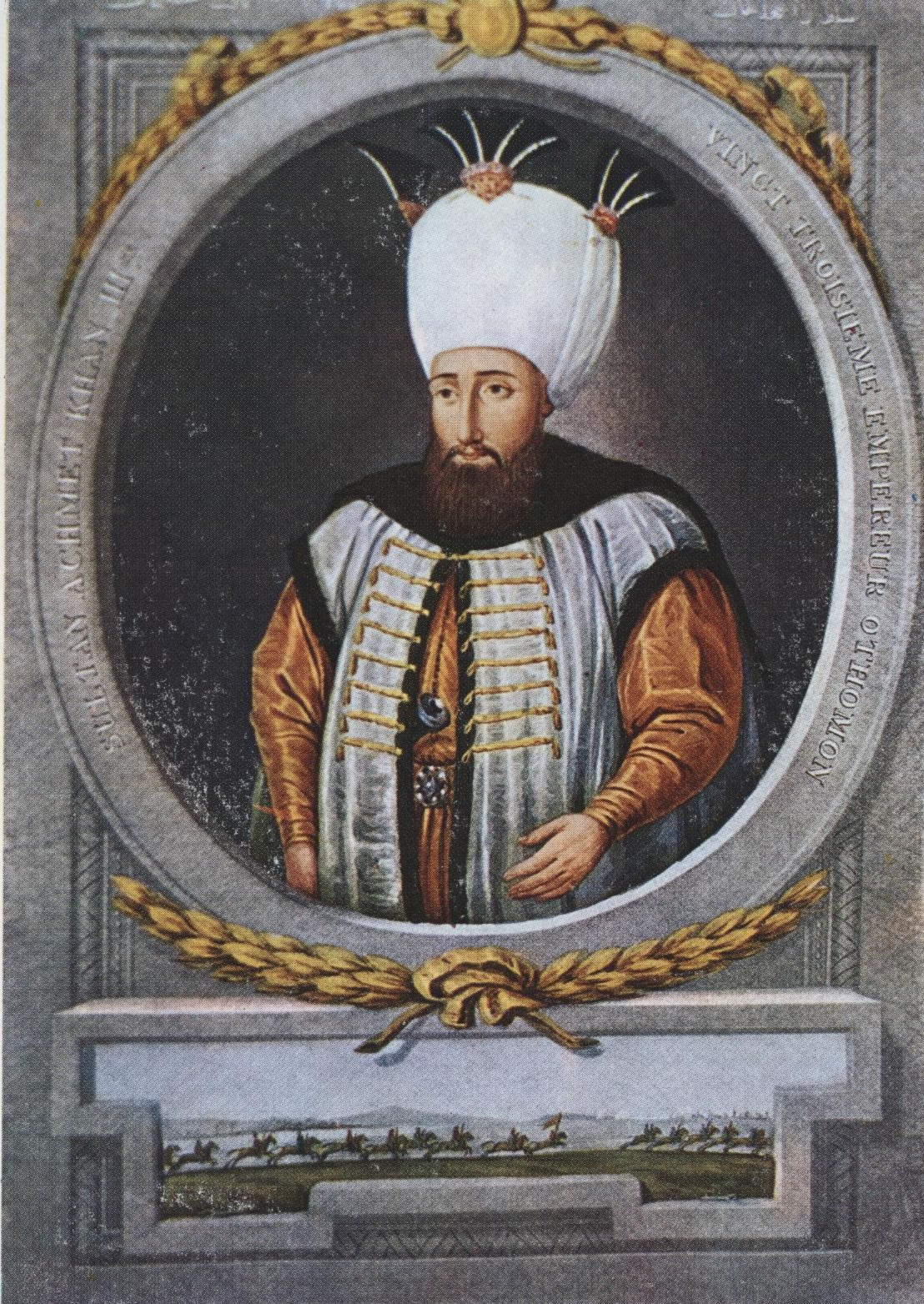
Ахмед III 1703-1730   Османский султан
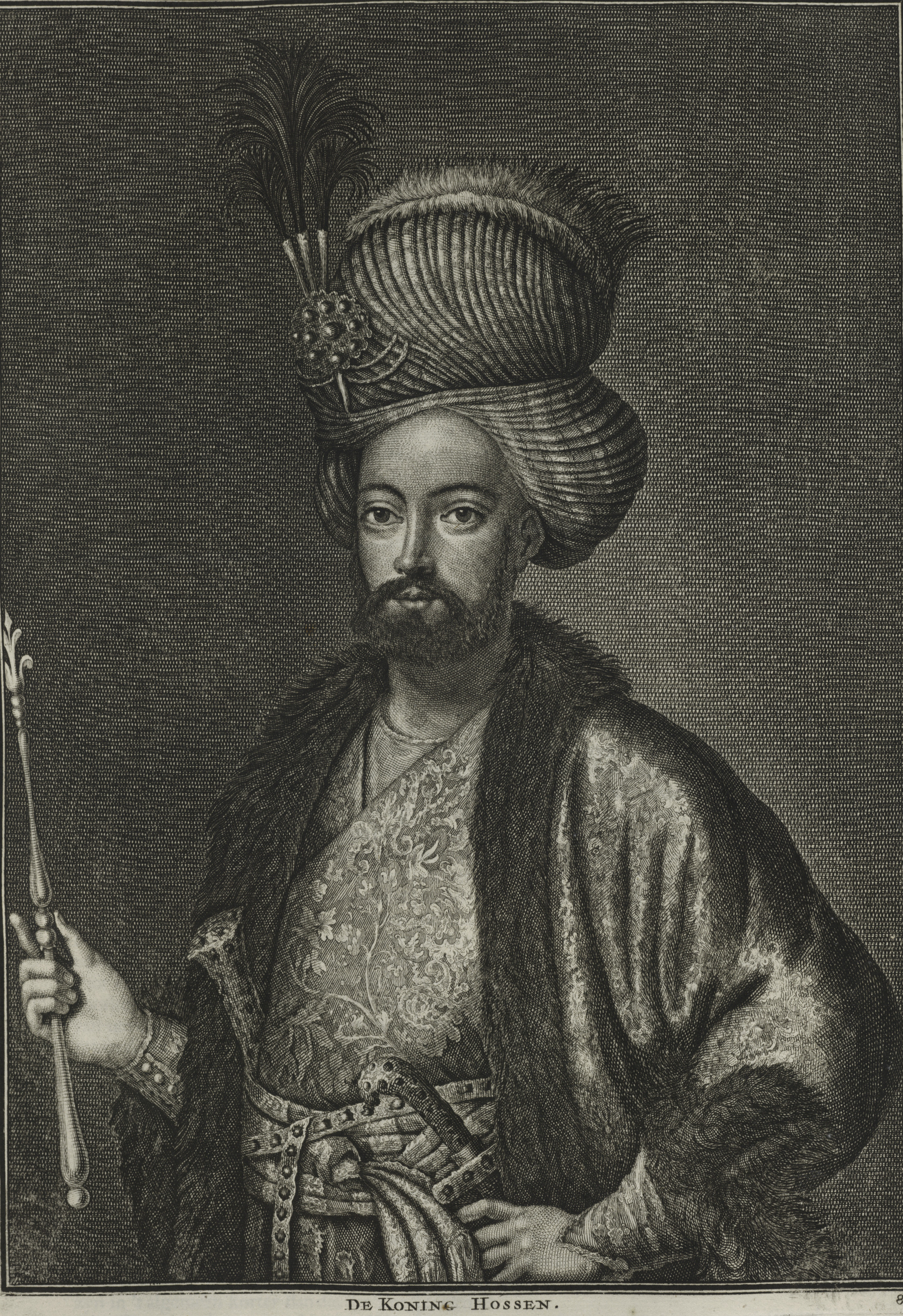
Солтан Хусейн 1694-1722 Шахиншах Ирана
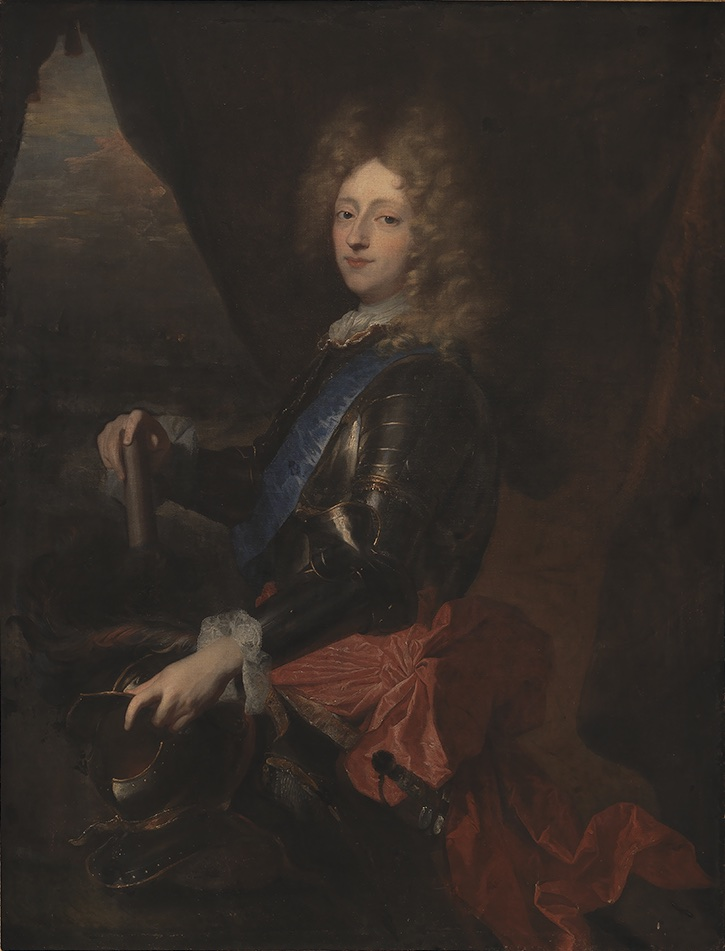
Фредерик IV 1699-1730 Король Дании и Норвегии
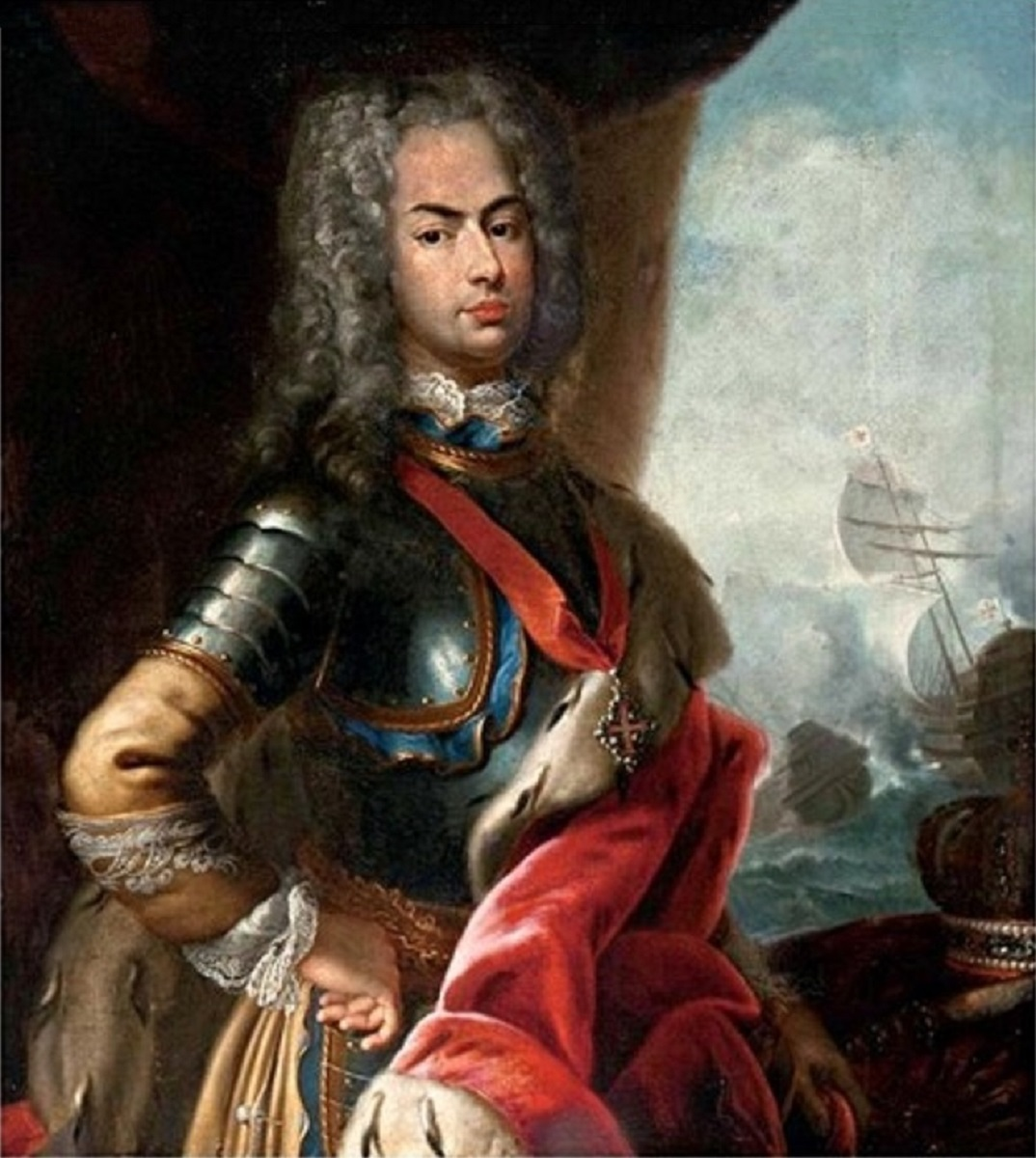
Жуан V Великодушный 1706-1750 Король Португалии
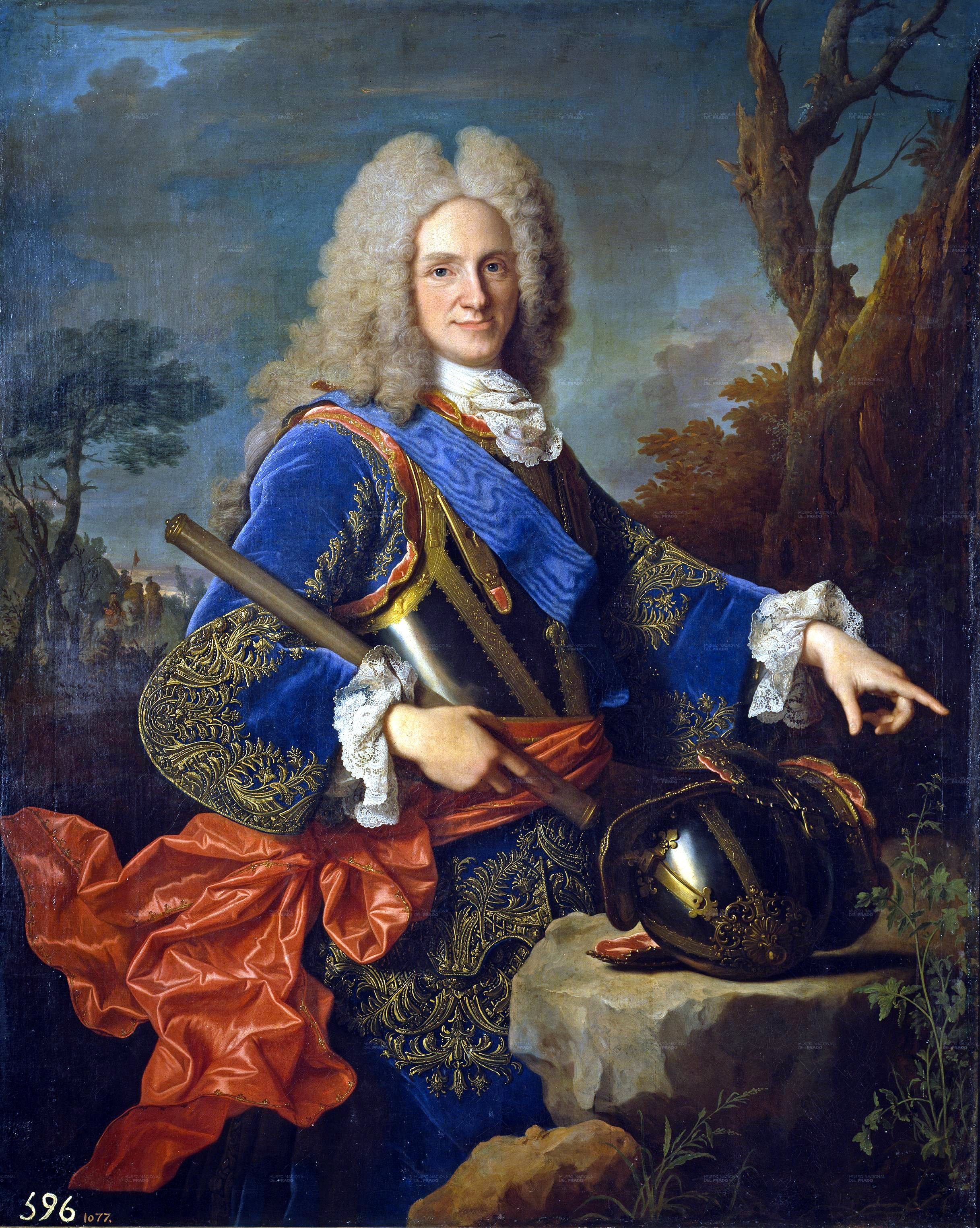
Филипп V 1700-1724,1724-1746  Король Испании
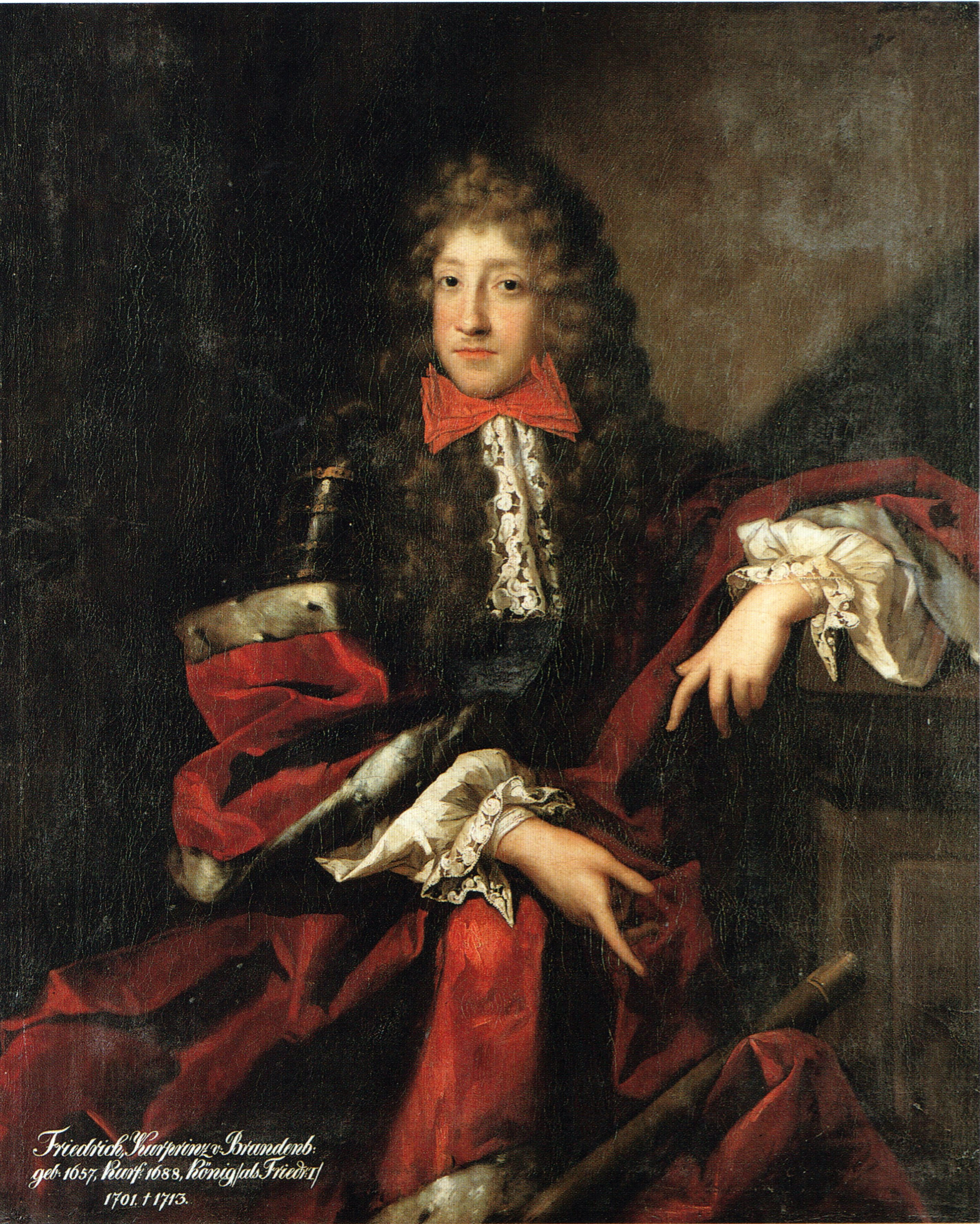
Фридрих I 1701-1713 Король Пруссии
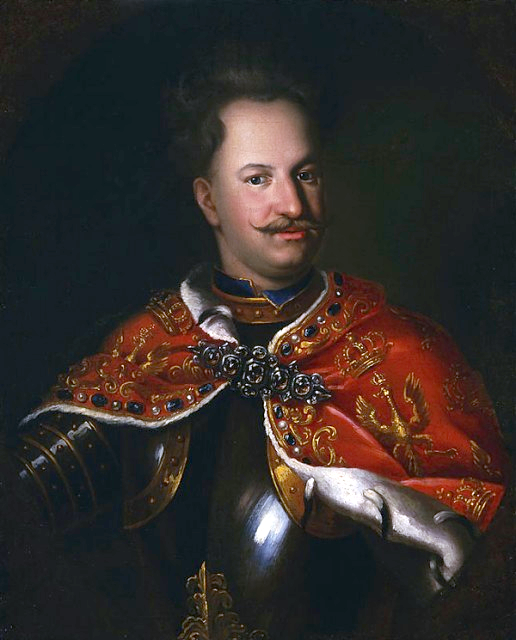
Станислав Лещинский 1704-1709,1733-1734 Король Польши, великий князь Литовский
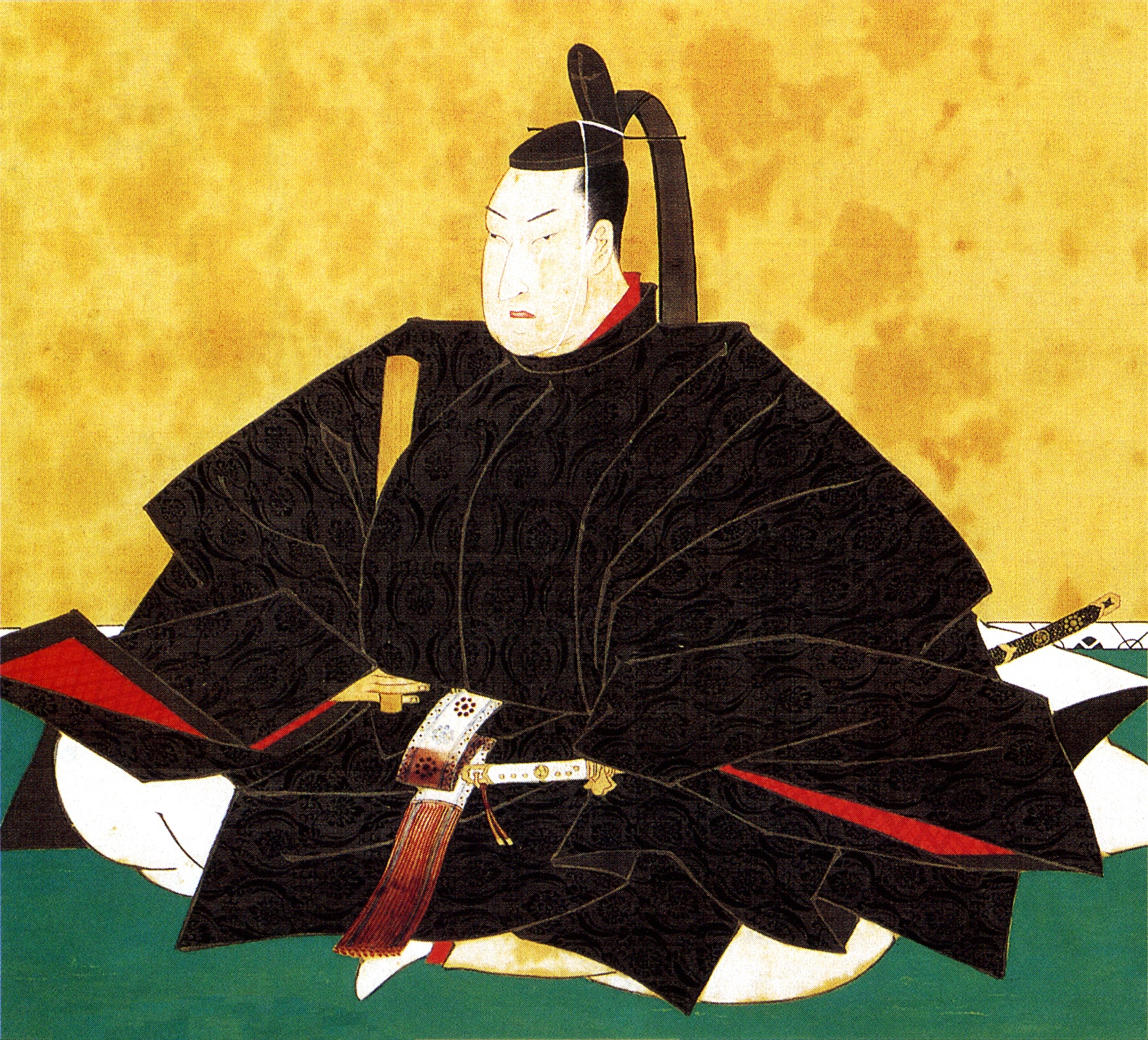
Токугава Цунаёси 1680-1709 Сёгун Японии
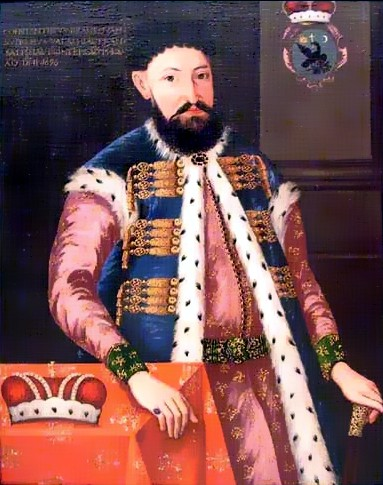
Константин Брынковяну 1688-1714  Господарь Валахии
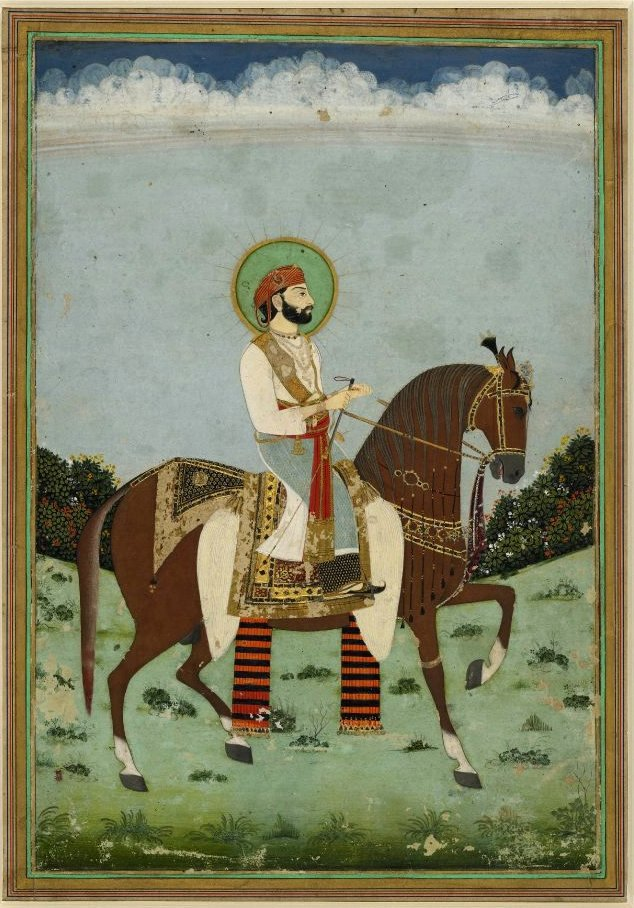
Джай Сингх II   1699-1743 Махараджа Джайпура
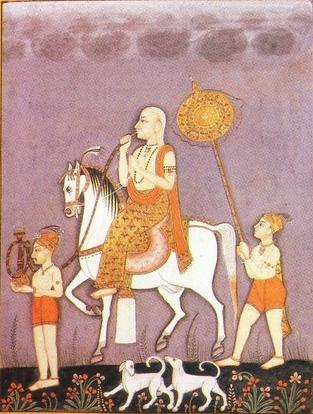
Шахуджи I 1707-1749 Чхатрапати маратхов
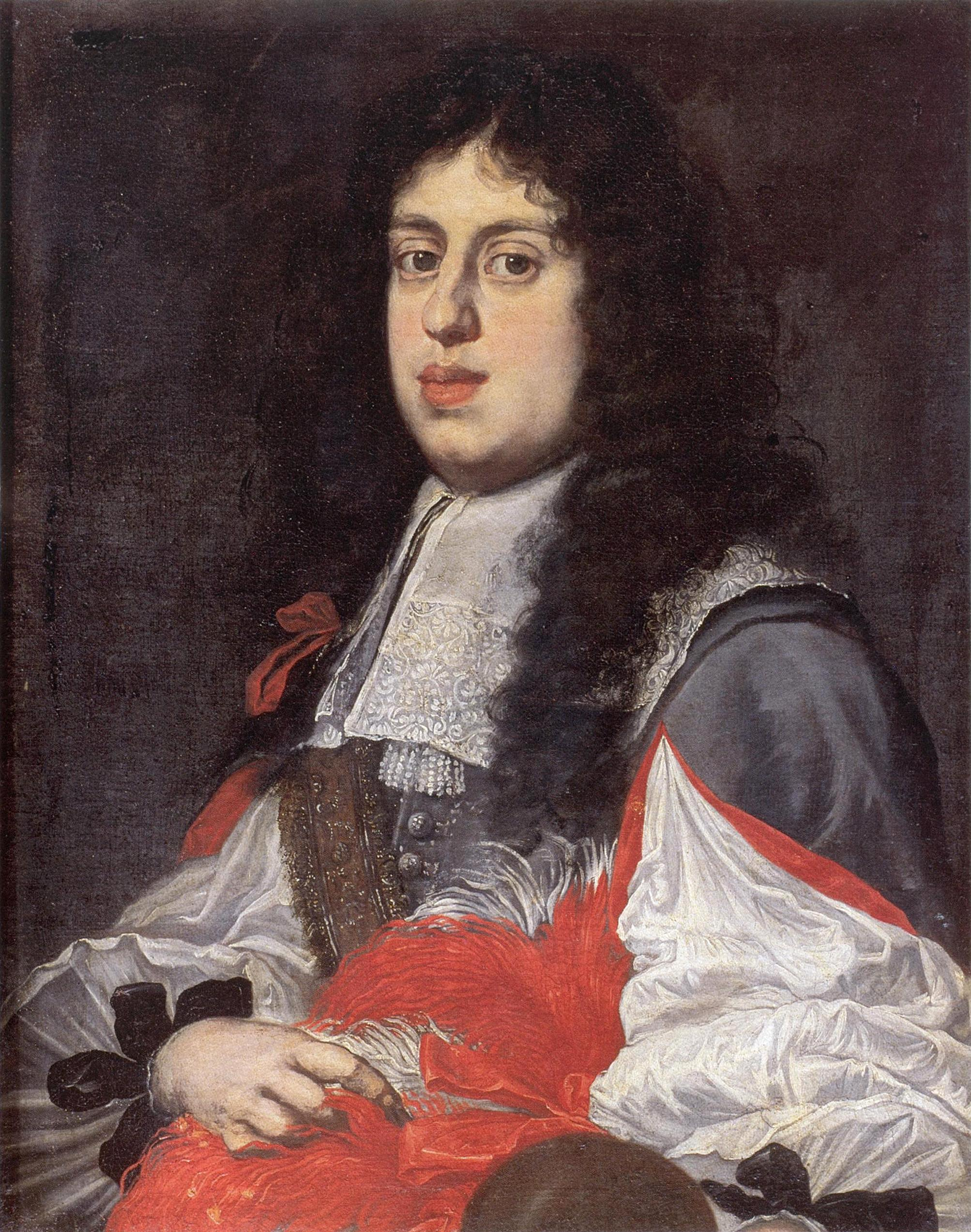
Козимо III Медичи 1670-1723 Великий герцог Тосканский
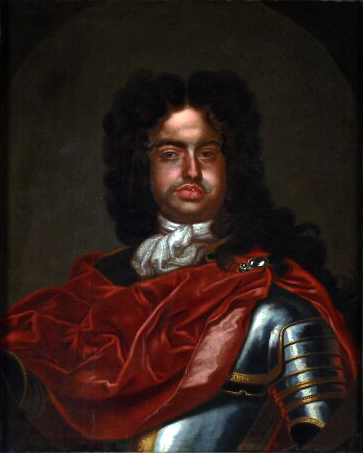
Франческо Фарнезе 1694-1727   Герцог Пармский
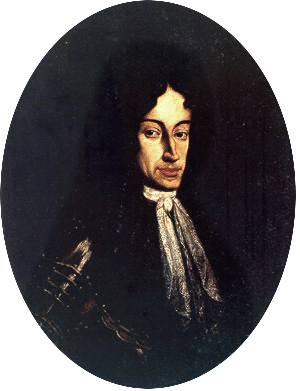
Ринальдо д’Эсте 1694-1737 Герцог Модены и Реджо
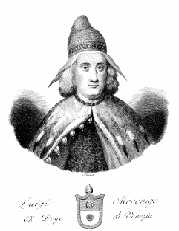
Альвизе II Мочениго  1700-1709 Дож Венеции
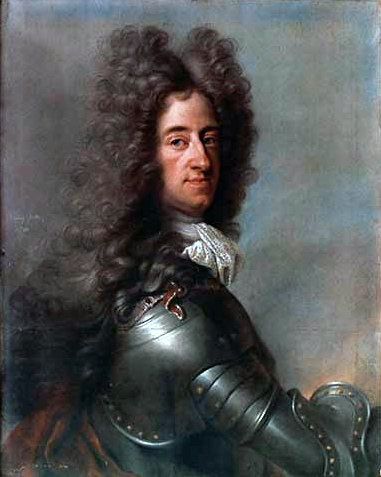
Максимилиан II 1679-1726  Курфюрст Баварии
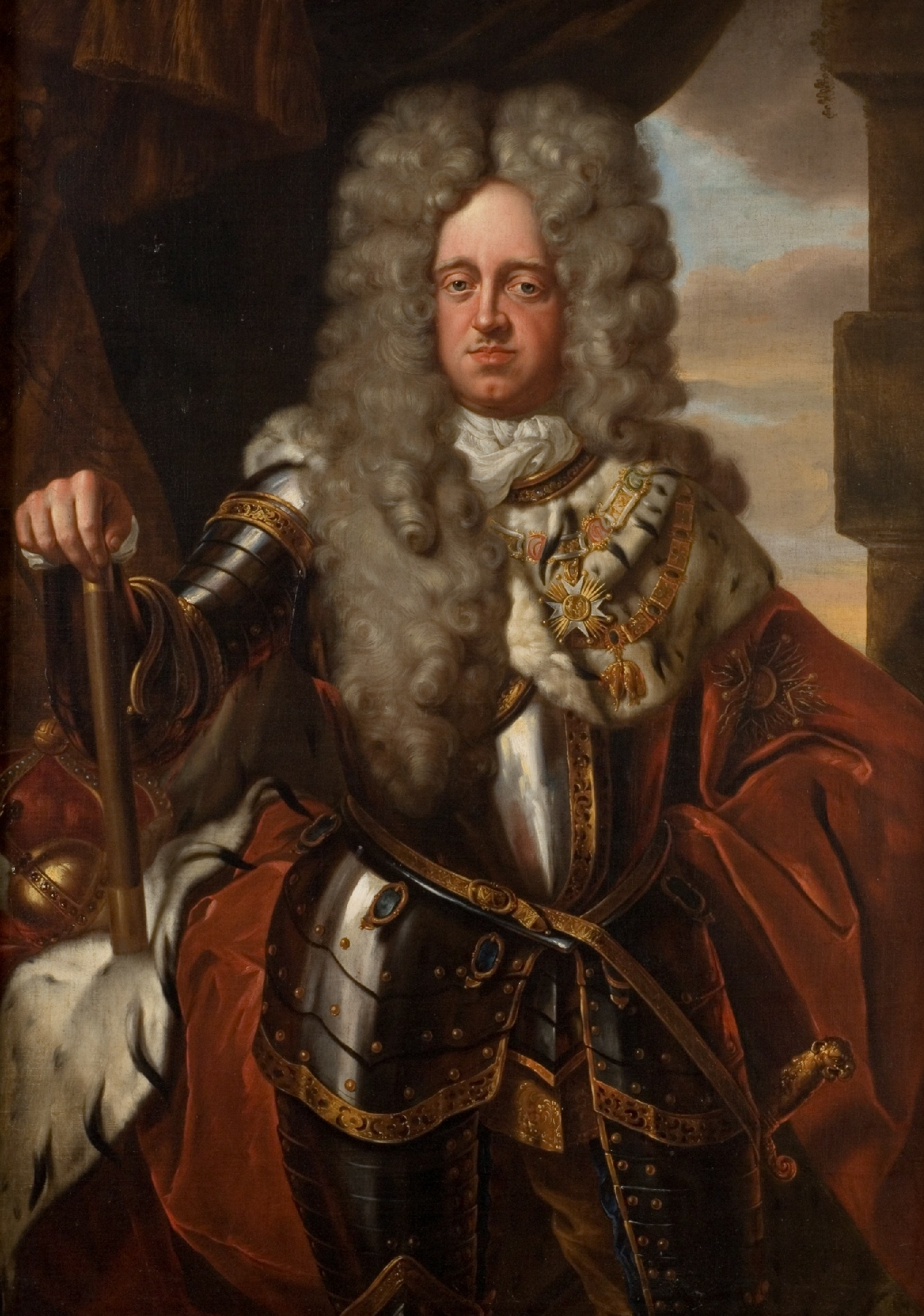
Иоганн Вильгельм 1690-1716 Курфюрст Пфальца
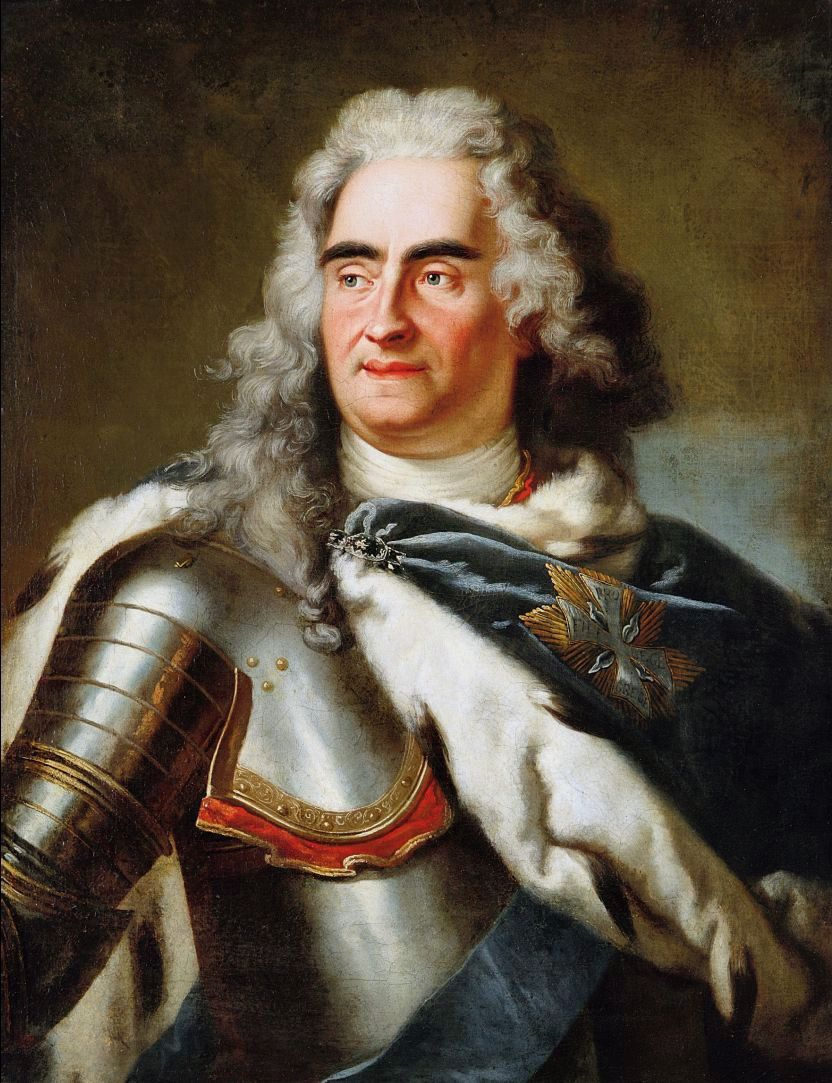
Август Сильный   1694-1733  Курфюрст Саксонии
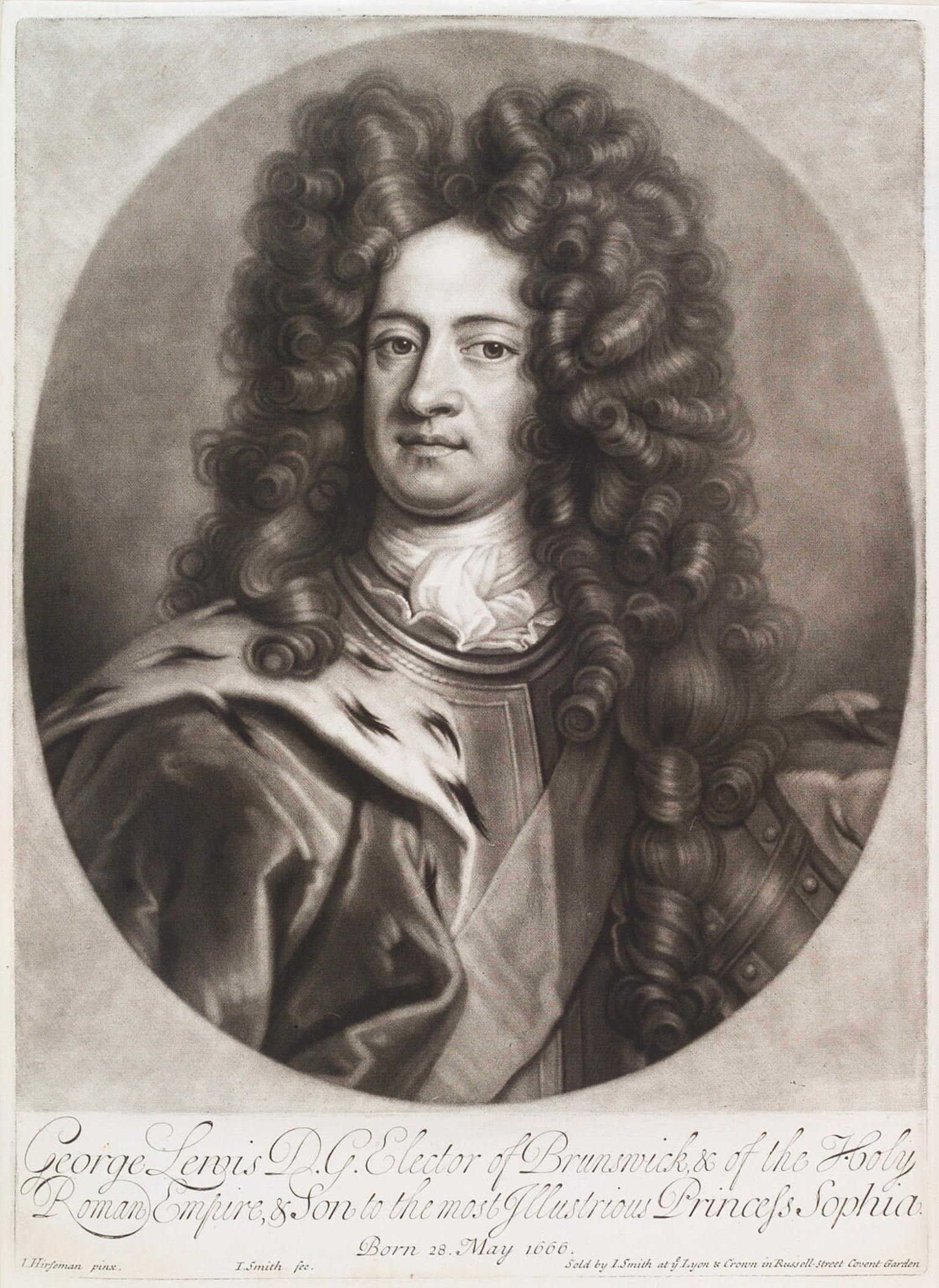
Георг Людвиг 1698-1727 Курфюрст Ганноверский
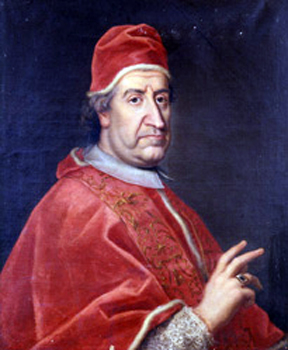
Климент XI 1700-1721 Папа Римский